# Fotta
Fotta o Fota (in greco Φώττα?; in turco Dağyolu "strada di montagna", in precedenza Fota) è un villaggio turco-cipriota di Cipro.  È sotto il controllo de facto di Cipro del Nord, dove appartiene al distretto di Girne, mentre de iure appartiene al distretto di Kyrenia della Repubblica di Cipro.  I censimenti mostrano che almeno dall'inizio del XIX secolo questo è stato un villaggio quasi esclusivamente turco-cipriota.
La sua popolazione nel 2011 era di 525 abitanti.

## Geografia fisica
Fotta è situata sulle pendici meridionali del Pentadaktilos, a soli sette chilometri dal passo di Kyrenia.

## Origini del nome
Fota significa "luce" in greco. Tuttavia, nel 1958 i turco-ciprioti hanno inventato un nome alternativo, Dağyolu, che significa "la strada di montagna".

## Società

### Evoluzione demografica
Il villaggio è sempre stato abitato esclusivamente da turco-ciprioti. All'inizio del secolo c'erano un paio di famiglie cristiane (greco-cipriote) residenti nel villaggio, probabilmente lavoratori stagionali che si trovavano nel villaggio al momento del censimento. La popolazione del villaggio è aumentata costantemente, passando da 176 abitanti nel 1891 a 418 nel 1960.
Dalla sua popolazione originaria nessuno è stato sfollato; tuttavia, il villaggio è servito come centro di accoglienza per alcuni sfollati turco-ciprioti nel dicembre 1963. Dal 1964 al 1974 ha fatto amministrativamente parte dell'enclave turco-cipriota di Nicosia. Secondo il geografo Richard Patrick, nel 1971 nel villaggio risiedevano ancora circa 300 sfollati turco-ciprioti. La maggior parte di coloro che vi risiedevano proveniva da villaggi come Agios Vasileios/Türkeli, Skylloura/Yılmazköy e Agios Ermolaos/Şirinevler. Dopo la guerra del 1974, molti sfollati turco-ciprioti sono tornati nei loro villaggi. Alcuni di loro scelsero di rimanere a Fota o di trasferirsi nella capitale, Lefkoşa.
Attualmente il villaggio è abitato principalmente dagli abitanti originari. Tuttavia, dalla metà degli anni 90 del novecento molti turco-ciprioti di Nicosia e alcuni turco-ciprioti rimpatriati dal Regno Unito hanno acquistato proprietà e si sono stabiliti qui.